# Prosopocera albovariegata
Prosopocera albovariegata là một loài bọ cánh cứng trong họ Cerambycidae.